# Acar oliveirae
Acar oliveirae is een tweekleppigensoort uit de familie van de Arcidae. De wetenschappelijke naam van de soort is voor het eerst geldig gepubliceerd in 2012 door Francisco, Barros & Lima.